# 浜村温泉
座標: 北緯35度30分34.27秒 東経134度3分2.69秒 / 北緯35.5095194度 東経134.0507472度

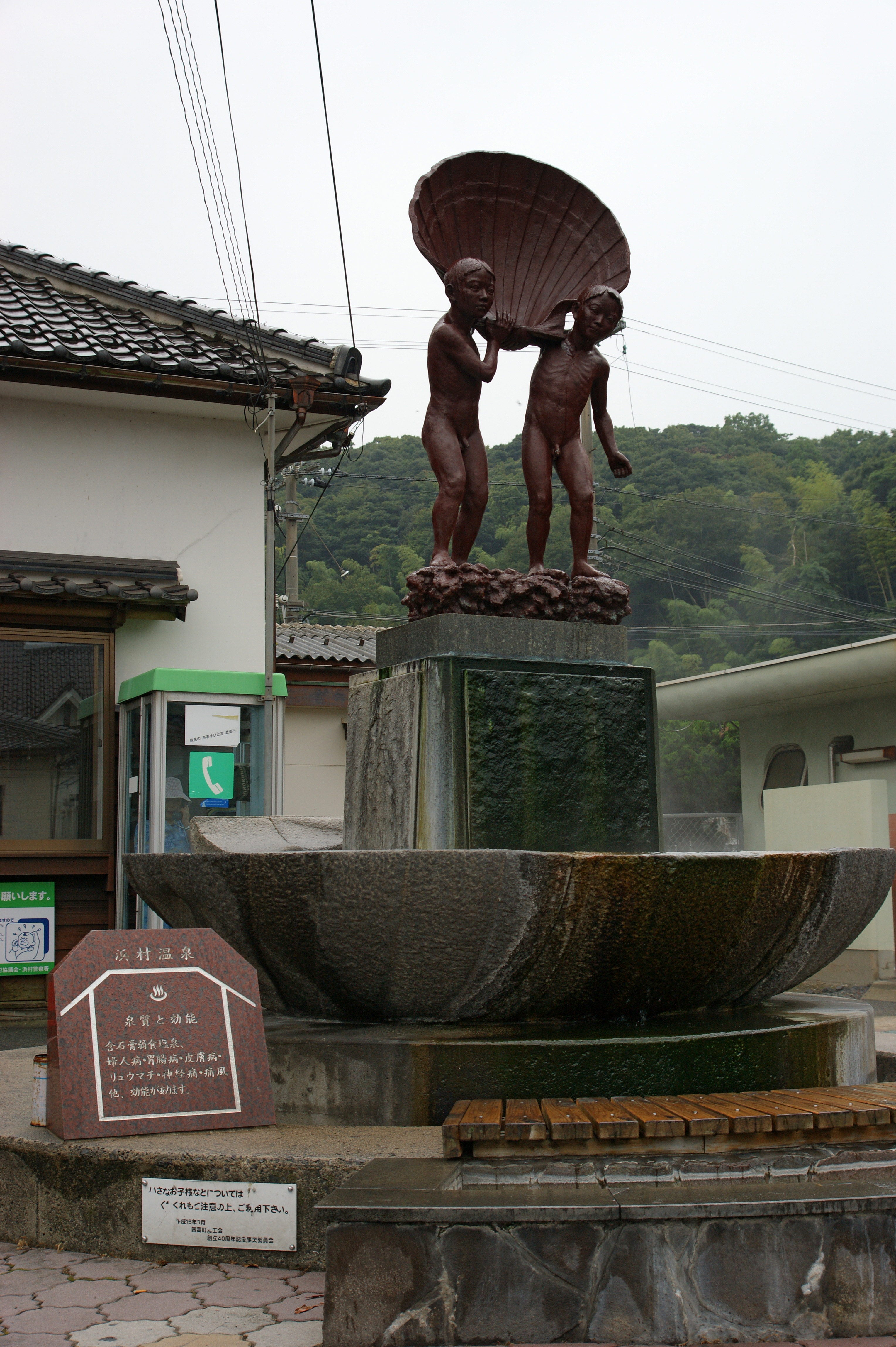
浜村駅前に設けられた貝殻節像＋足湯

浜村温泉（はまむらおんせん）は、鳥取県鳥取市にある温泉。

## 泉質
- ナトリウム・カルシウム - 塩化物・硫酸塩泉[1]

少なくとも昭和30年代までは、ラジウム泉質で、三朝温泉に次いで世界有数のラジウム泉とされていた。

## 温泉街
浜村駅前に温泉街が広がる。旅館1軒、コテージ・民宿は2軒が存在する。日本海にも近い立地である。そのため、夏場の海水浴シーズンには非常に賑わう。
鳥取県の調査によると、1998年（平成10年）の温泉利用客数は約55,000人だったが、2012年（平成24年）には約4,200人まで減少、これを底に増加に転じて2017年（平成29年）には約15,000人となっている。なおこの数値は入湯税を基に算出されたものだが、1997年以前は各自治体の申告に基づいて利用者数を推計しており、それに従うと1997年（平成9年）の利用者数は年間約27万人だった。ピークはバブル景気時で、年間42万人となっている。
足湯は3箇所存在する。（ゆうゆう健康館けたか・浜村駅前など）
日帰り入浴施設は「浜村温泉館気多の湯」、温泉を利用した健康増進施設として「ゆうゆう健康館けたか」が存在する。また、共同浴場として、新泉会と呼ばれる会が運営する「新泉の湯」が存在するが、平成11年より会員専用になり外来者は利用できない。
また、この浜村温泉は貝殻節発祥の地としても知られる。貝殻節は当時盛んだった帆立貝（正確には近縁種のイタヤ貝のこと）漁の苦労を忘れるため、自虐的な歌詞で気分を高揚させた作業唄であり、脈々と歌い継がれ、今日では一部の旅館で実演されることがある。この板谷貝は今でも浜村温泉の名物の一つとなっている。

小泉八雲の『知られざる日本の面影』にもこの温泉についての記述があり、「小さな美しい村」と書かれている。また『知られざる日本の面影』に所載されている『鳥取のふとんの話』は、浜村温泉に伝わる古い昔話を再話したものともいわれている。

## 歴史
勝見地区は浜村温泉のある地区と隣接し、道一つはさんで対面する地区でもある。浜村温泉と勝見温泉は山陰本線浜村駅をはさんで南北に位置しており、北側に浜村温泉、南側に勝見温泉があった。かつては駅をはさんで両温泉があったが、後に勝見温泉が廃れ、今では両者をあわせて浜村温泉と呼んでいる。

### 勝見温泉
勝見温泉は1501年（文亀元年）の開湯と伝わる温泉である。開湯伝説によれば白鷺が傷を癒していたところから温泉が発見されたと伝えられる。勝見温泉は江戸時代に鳥取藩主が湯浴みに訪れており、それらの記録を綴った『勝見御入湯日記』が鳥取県立博物館に収蔵されている。
明治以前には街道沿いの温泉地として、非常に賑わっていた。かつては湯量が豊富で、近隣の農家は自宅に内湯を引き込んだり、野菜や卵を茹でるのに使用していた。田から湧いた温泉を利用する農家もおり、あぜ道で日本酒を燗することも行われていた。また、温泉熱で熱帯魚を養殖したり、畜産に利用するなどの産業化も行われた。

### 浜村温泉の発見と勝見温泉の衰退
浜村駅付近より北の海側は、江戸時代には湿地帯と砂丘だった。1882年(明治15年)に、この砂丘と旧市街の縁に米子新道が開通した。それによって、それまで人の手が入っていなかった砂丘付近でも家が建つようになり、1884年（明治17年）に道路沿いで井戸の掘削中に温泉が発見された。これが浜村温泉となり、道沿いに旅館が立ち並ぶようになった。当時は湯量は鳥取県で最も多く、温泉客は温泉街のすぐ北の砂丘で海水浴やサンドスキーなどのレジャーを楽しむことができた。
1907年（明治40年）に山陰本線が開通し、浜村駅ができたが、勝見温泉は湧出量が減少して廃れてしまった。現在は両者を統一して「浜村温泉」と称している。

## 名所・施設・祭事
- 浜村海岸
  - 魚見台、龍見台
- 浜村温泉館気多の湯 - 鷲峰山を一望できる露天風呂、貸切露天風呂等の施設あり
- 文芸の小径 - 作家田中古代子を記念した通り
- 貝がら母子観音
- 薬師堂
- 浜村砂丘公園
- 勝山城跡（観音山）
- ゆうゆう健康館けたか - 足湯や温水プール、トレーニング室などの施設
- 気高町観光センター（浜村温泉観光案内所）
- 旭国際浜村温泉ゴルフ倶楽部
- 貝がら節祭り - 8月第1金土開催（水上花火大会は前日）
- 百手の神事 - 4月第4日曜開催、鳥取県指定無形民俗文化財
- 宝木菖蒲綱引 - 6月第2日曜午後開催
- 酒津とんどう - 1月14 - 15日開催、鳥取県指定無形民俗文化財

## アクセス
- 鉄道 : 山陰本線浜村駅すぐ